# Egy mérkőzésen legtöbb pontot szerző NBA-játékosok listája
Az egy mérkőzésen legtöbb pontot szerző NBA-játékosok listája azon személyeket sorolja fel, akik legalább 60 pontot szereztek egy mérkőzésen a National Basketball Association játékosaként.
Ezt 82-szer érte el, összesen 34 játékos az NBA-történetében. Mindössze nyolcan szereztek legalább 70 pontot. Csak hat játékos van, aki több, mint egyszer tudott 60 pontot szerezni: Wilt Chamberlain (32 alkalommal, a lista 40%-át ő teszi ki), Kobe Bryant (6 alkalommal), Damian Lillard (5 alkalommal), Michael Jordan (4 alkalommal), James Harden (4 alkalommal) és Elgin Baylor (3 alkalommal). Chamberlain szerezte a legtöbb pontot egy mérkőzésen, 100-at, 1962-ben.
Jordan (63) és Baylor (61) az egyetlen játékosok, aki el tudtak érni hatvan pontot egy rájátszás-mérkőzésen. Mindketten egyszer.
A legfiatalabb, aki elérte ezt a rekordot Devin Booker (70 pont – 20 év és 145 nap), míg a legidősebb Kobe Bryant (60 pont – 37 év és 234 nap).

## Lista
Jelmagyarázat
| ^  | Jelenleg aktív játékosok                                               | Jelenleg aktív játékosok                                               | Jelenleg aktív játékosok                                               | Jelenleg aktív játékosok                                               | Jelenleg aktív játékosok                                               |
| *  | Játékos, aki beiktattak a Naismith Memorial Basketball Hall of Fame-be | Játékos, aki beiktattak a Naismith Memorial Basketball Hall of Fame-be | Játékos, aki beiktattak a Naismith Memorial Basketball Hall of Fame-be | Játékos, aki beiktattak a Naismith Memorial Basketball Hall of Fame-be | Játékos, aki beiktattak a Naismith Memorial Basketball Hall of Fame-be |
|    | Rájátszásban                                                           |                                                                        |                                                                        |                                                                        |                                                                        |
|    | A játékos csapata elvesztette a mérkőzést                              |                                                                        |                                                                        |                                                                        |                                                                        |
| JP | Játszott perc                                                          | MG                                                                     | Szerzett mezőnygól                                                     | MGP                                                                    | Mezőnygól próbálkozás                                                  |
| 3P | Szerzett hárompontos                                                   | 3PP                                                                    | Hárompontos próbálkozás                                                | DNP                                                                    | Nem játszott                                                           |
| BD | Szerzett büntedőbás                                                    | BDP                                                                    | Büntedőbás próbálkozás                                                 |                                                                        |                                                                        |

| Hely. | Pontok | Játékos             | Dátum         | Negyedenként | Negyedenként | Negyedenként | Negyedenként | Csapat                 | Ellenfél               | Eredmény | JP | MG | MGP | 3P | 3PP | BD | BDP | Jeg.   | For.                               |
| Hely. | Pontok | Játékos             | Dátum         | 1.           | 2.           | 3.           | 4.           | Csapat                 | Ellenfél               | Eredmény | JP | MG | MGP | 3P | 3PP | BD | BDP | Jeg.   | For.                               |
| ----- | ------ | ------------------- | ------------- | ------------ | ------------ | ------------ | ------------ | ---------------------- | ---------------------- | -------- | -- | -- | --- | -- | --- | -- | --- | ------ | ---------------------------------- |
| 1     | 100    | Wilt Chamberlain*   | 1962. 03. 02. | 23           | 18           | 28           | 31           | Philadelphia Warriors  | New York Knicks        | 169–147  | 48 | 36 | 63  | —  | —   | 28 | 32  | [ a ]  | [ 1 ] [ 2 ] [ 3 ] [ 4 ] [ 5 ]      |
| 2     | 81     | Kobe Bryant*        | 2006. 01. 22. | 14           | 12           | 27           | 28           | Los Angeles Lakers     | Toronto Raptors        | 122–104  | 42 | 28 | 46  | 7  | 13  | 18 | 20  | [ b ]  | [ 6 ] [ 7 ] [ 8 ]                  |
| 3     | 78     | Wilt Chamberlain*   | 1961. 12. 08. | 13           | 15           | 10           | 15           | Philadelphia Warriors  | Los Angeles Lakers     | 147–151  | 63 | 31 | 62  | —  | —   | 16 | 31  | [ c ]  | [ 5 ]                              |
| 4     | 73     | Wilt Chamberlain*   | 1962. 01. 13. | 14           | 19           | 17           | 23           | Philadelphia Warriors  | Chicago Packers        | 135–117  | 48 | 29 | 48  | —  | —   | 15 | 25  | [ d ]  | [ 5 ]                              |
| 4     | 73     | Wilt Chamberlain*   | 1962. 11. 16. | 17           | 11           | 20           | 25           | San Francisco Warriors | New York Knicks        | 127–111  | 48 | 29 | 43  | —  | —   | 15 | 19  | [ e ]  | [ 9 ]                              |
| 4     | 73     | David Thompson*     | 1978. 04. 09. | 32           | 21           | 9            | 11           | Denver Nuggets         | Detroit Pistons        | 137–139  | 43 | 28 | 38  | —  | —   | 17 | 20  | [ f ]  |                                    |
| 7     | 72     | Wilt Chamberlain*   | 1962. 11. 03. | 23           | 16           | —            | —            | San Francisco Warriors | Los Angeles Lakers     | 115–127  | —  | 29 | 48  | —  | —   | 14 | 18  |        | [ 9 ]                              |
| 8     | 71     | Elgin Baylor*       | 1960. 11. 15. | —            | —            | —            | —            | Los Angeles Lakers     | New York Knicks        | 123–108  | 45 | 28 | 48  | —  | —   | 15 | 18  | [ g ]  |                                    |
| 8     | 71     | David Robinson*     | 1994. 04. 24. | 18           | 6            | 19           | 28           | San Antonio Spurs      | Los Angeles Clippers   | 112–97   | 44 | 26 | 41  | 1  | 2   | 18 | 25  | [ h ]  | [ 10 ] [ 11 ]                      |
| 8     | 71     | Donovan Mitchell^   | 2023. 01. 02. | 5            | 11           | 24           | 18           | Cleveland Cavaliers    | Chicago Bulls          | 145–134  | 49 | 22 | 34  | 7  | 15  | 20 | 25  | [ i ]  | [ 12 ]                             |
| 8     | 71     | Damian Lillard^     | 2023. 02. 26. | 16           | 25           | 9            | 21           | Portland Trail Blazers | Houston Rockets        | 131–114  | 39 | 22 | 38  | 13 | 22  | 14 | 14  |        | [ 13 ]                             |
| 12    | 70     | Wilt Chamberlain*   | 1963. 03. 10. | —            | —            | —            | —            | San Francisco Warriors | Syracuse Nationals     | 148–163  | 48 | 27 | 38  | —  | —   | 16 | 22  |        | [ 9 ]                              |
| 12    | 70     | Devin Booker^       | 2017. 03. 24. | 10           | 9            | 23           | 28           | Phoenix Suns           | Boston Celtics         | 120–130  | 45 | 21 | 40  | 4  | 11  | 24 | 26  | [ j ]  |                                    |
| 14    | 69     | Michael Jordan*     | 1990. 03. 28. | 16           | 15           | 20           | 18           | Chicago Bulls          | Cleveland Cavaliers    | 117–113  | 50 | 23 | 37  | 2  | 6   | 21 | 23  | [ k ]  | [ 14 ] [ 15 ] [ 16 ]               |
| 15    | 68     | Wilt Chamberlain*   | 1967. 12. 16. | 14           | 15           | 15           | 24           | Philadelphia 76ers     | Chicago Bulls          | 143–123  | —  | 30 | 40  | —  | —   | 8  | 22  |        |                                    |
| 15    | 68     | Pete Maravich*      | 1977. 02. 25. | 17           | 14           | 17           | 20           | New Orleans Jazz       | New York Knicks        | 124–107  | 43 | 26 | 43  | —  | —   | 16 | 19  |        |                                    |
| 17    | 67     | Wilt Chamberlain*   | 1961. 03. 09. | —            | —            | —            | —            | Philadelphia Warriors  | New York Knicks        | 135–126  | —  | 27 | 37  | —  | —   | 13 | 17  |        |                                    |
| 17    | 67     | Wilt Chamberlain*   | 1962. 02. 17. | —            | —            | —            | —            | Philadelphia Warriors  | St. Louis Hawks        | 121–128  | 48 | 26 | 44  | —  | —   | 15 | 20  |        | [ 5 ]                              |
| 17    | 67     | Wilt Chamberlain*   | 1962. 02. 25. | —            | —            | —            | —            | Philadelphia Warriors  | New York Knicks        | 135–149  | 48 | 25 | 38  | —  | —   | 17 | 22  |        | [ 5 ]                              |
| 17    | 67     | Wilt Chamberlain*   | 1960. 01. 11. | —            | —            | —            | —            | San Francisco Warriors | Los Angeles Lakers     | 129–134  | —  | 28 | 47  | —  | —   | 11 | 17  |        | [ 9 ]                              |
| 21    | 66     | Wilt Chamberlain*   | 1969. 02. 09. | 17           | 17           | 22           | 10           | Los Angeles Lakers     | Phoenix Suns           | 134–116  | 48 | 29 | 35  | —  | —   | 8  | 18  | [ l ]  |                                    |
| 22    | 65     | Wilt Chamberlain*   | 1962. 02. 13. | —            | —            | —            | —            | Philadelphia Warriors  | Cincinnati Royals      | 132–152  | 48 | 24 | 40  | —  | —   | 17 | 30  |        | [ 5 ]                              |
| 22    | 65     | Wilt Chamberlain*   | 1962. 02. 27. | —            | —            | —            | —            | Philadelphia Warriors  | St. Louis Hawks        | 147–137  | 48 | 25 | 43  | —  | —   | 15 | 20  |        | [ 5 ]                              |
| 22    | 65     | Wilt Chamberlain*   | 1966. 02. 07. | —            | —            | —            | —            | Philadelphia 76ers     | Los Angeles Lakers     | 132–125  | —  | 28 | 43  | —  | —   | 9  | 20  |        |                                    |
| 22    | 65     | Kobe Bryant*        | 2007. 03. 16. | 4            | 19           | 9            | 24           | Los Angeles Lakers     | Portland Trail Blazers | 116–111  | 50 | 23 | 39  | 8  | 12  | 11 | 12  | [ m ]  | [ 17 ]                             |
| 26    | 64     | Elgin Baylor*       | 1959. 11. 08. | 13           | 12           | 17           | 22           | Minneapolis Lakers     | Boston Celtics         | 136–115  | —  | 25 | 47  | —  | —   | 14 | 19  | [ n ]  |                                    |
| 26    | 64     | Rick Barry*         | 1974. 03. 26. | —            | —            | 23           | 22           | Golden State Warriors  | Portland Trail Blazers | 143–120  | 43 | 30 | 45  | —  | —   | 4  | 5   |        |                                    |
| 26    | 64     | Michael Jordan*     | 1993. 01. 13. | 22           | 8            | 11           | 16           | Chicago Bulls          | Orlando Magic          | 124–128  | 47 | 27 | 49  | 1  | 5   | 9  | 11  | [ o ]  | [ 18 ]                             |
| 29    | 63     | Joe Fulks*          | 1949. 02. 10. | 15           | 15           | 19           | 14           | Philadelphia Warriors  | Indianapolis Jets      | 108–87   | —  | 27 | 56  | —  | —   | 9  | 14  | [ p ]  | [ 19 ]                             |
| 29    | 63     | Elgin Baylor*       | 1961. 12. 08. | —            | —            | —            | —            | Los Angeles Lakers     | Philadelphia Warriors  | 151–147  | —  | 23 | 55  | —  | —   | 17 | 24  | [ q ]  | [ 20 ]                             |
| 29    | 63     | Jerry West*         | 1962. 01. 17. | —            | —            | —            | —            | Los Angeles Lakers     | New York Knicks        | 129–121  | 39 | 22 | 36  | —  | —   | 19 | 22  |        |                                    |
| 29    | 63     | Wilt Chamberlain*   | 1962. 12. 14. | —            | —            | —            | —            | San Francisco Warriors | Los Angeles Lakers     | 118–120  | —  | 24 | 41  | —  | —   | 15 | 20  |        | [ 9 ]                              |
| 29    | 63     | Wilt Chamberlain*   | 1964. 11. 24. | —            | —            | —            | —            | San Francisco Warriors | Philadelphia 76ers     | 117–128  | —  | 27 | 58  | —  | —   | 9  | 20  |        |                                    |
| 29    | 63     | George Gervin*      | 1978. 04. 09. | 20           | 33           | 10           | DNP          | San Antonio Spurs      | New Orleans Jazz       | 132–153  | 33 | 23 | 49  | —  | —   | 17 | 20  | [ r ]  |                                    |
| 29    | 63     | Michael Jordan*     | 1986. 04. 20. | 17           | 6            | 13           | 18           | Chicago Bulls          | Boston Celtics         | 131–135  | 53 | 22 | 41  | 0  | 0   | 19 | 21  | [ s ]  |                                    |
| 36    | 62     | Wilt Chamberlain*   | 1962. 01. 14. | —            | —            | —            | —            | Philadelphia Warriors  | Boston Celtics         | 136–145  | 48 | 27 | 45  | —  | —   | 8  | 10  |        | [ 5 ]                              |
| 36    | 62     | Wilt Chamberlain*   | 1962. 01. 17. | —            | —            | —            | —            | Philadelphia Warriors  | St. Louis Hawks        | 136–130  | 53 | 24 | 48  | —  | —   | 14 | 20  | [ t ]  | [ 5 ]                              |
| 36    | 62     | Wilt Chamberlain*   | 1962. 01. 21. | —            | —            | —            | —            | Philadelphia Warriors  | Syracuse Nationals     | 139–132  | 53 | 25 | 42  | —  | —   | 12 | 17  | [ u ]  | [ 5 ]                              |
| 36    | 62     | Wilt Chamberlain*   | 1963. 01. 29. | —            | —            | —            | —            | San Francisco Warriors | New York Knicks        | 123–103  | —  | 27 | 44  | —  | —   | 8  | 17  |        | [ 9 ]                              |
| 36    | 62     | Wilt Chamberlain*   | 1964. 11. 15. | —            | —            | —            | —            | San Francisco Warriors | Cincinnati Royals      | 122–106  | —  | 26 | 44  | —  | —   | 10 | 21  |        |                                    |
| 36    | 62     | Wilt Chamberlain*   | 1966. 03. 03. | —            | —            | —            | —            | Philadelphia 76ers     | San Francisco Warriors | 135–125  | —  | 26 | 39  | —  | —   | 10 | 19  |        |                                    |
| 36    | 62     | Tracy McGrady*      | 2004. 03. 10. | 7            | 21           | 24           | 10           | Orlando Magic          | Washington Wizards     | 108–99   | 46 | 20 | 37  | 5  | 14  | 17 | 26  |        | [ 21 ]                             |
| 36    | 62     | Kobe Bryant*        | 2005. 12. 20. | 15           | 17           | 30           | DNP          | Los Angeles Lakers     | Dallas Mavericks       | 112–90   | 33 | 18 | 31  | 4  | 10  | 22 | 25  | [ v ]  | [ 22 ] [ 23 ]                      |
| 36    | 62     | Carmelo Anthony^    | 2014. 01. 24. | 20           | 17           | 19           | 6            | New York Knicks        | Charlotte Bobcats      | 125–96   | 39 | 23 | 35  | 6  | 11  | 10 | 10  | [ w ]  | [ 24 ]                             |
| 36    | 62     | Stephen Curry^      | 2021. 01. 03. | 21           | 10           | 14           | 17           | Golden State Warriors  | Portland Trail Blazers | 137–122  | 36 | 18 | 31  | 8  | 16  | 18 | 19  |        |                                    |
| 46    | 61     | George Mikan*       | 1952. 01. 20. | 18           | 18           | —            | —            | Minneapolis Lakers     | Rochester Royals       | 91–81    | —  | 22 | 45  | —  | —   | 17 | 21  | [ x ]  |                                    |
| 46    | 61     | Wilt Chamberlain*   | 1961. 12. 09. | —            | —            | —            | —            | Philadelphia Warriors  | Chicago Packers        | 135–113  | 48 | 28 | 48  | —  | —   | 5  | 10  |        | [ 5 ]                              |
| 46    | 61     | Wilt Chamberlain*   | 1962. 02. 22. | —            | —            | —            | —            | Philadelphia Warriors  | St. Louis Hawks        | 139–121  | 48 | 21 | 36  | —  | —   | 19 | 34  |        | [ 5 ]                              |
| 46    | 61     | Wilt Chamberlain*   | 1962. 02. 28. | —            | —            | —            | —            | Philadelphia Warriors  | Chicago Packers        | 128–119  | 48 | 24 | 46  | —  | —   | 13 | 17  |        | [ 5 ]                              |
| 46    | 61     | Elgin Baylor*       | 1962. 04. 14. | 18           | 15           | 13           | 15           | Los Angeles Lakers     | Boston Celtics         | 126–121  | —  | 22 | 46  | —  | —   | 17 | 19  | [ y ]  |                                    |
| 46    | 61     | Wilt Chamberlain*   | 1962. 11. 21. | —            | —            | —            | —            | San Francisco Warriors | Cincinnati Royals      | 139–143  | —  | 27 | 52  | —  | —   | 7  | 15  |        | [ 9 ]                              |
| 46    | 61     | Wilt Chamberlain*   | 1962. 12. 11. | —            | —            | —            | —            | San Francisco Warriors | Syracuse Nationals     | 136–124  | —  | 27 | 57  | —  | —   | 7  | 11  |        | [ 9 ]                              |
| 46    | 61     | Wilt Chamberlain*   | 1962. 12. 18. | —            | —            | —            | —            | San Francisco Warriors | St. Louis Hawks        | 130–110  | —  | 26 | 53  | —  | —   | 9  | 14  |        | [ 9 ]                              |
| 46    | 61     | Michael Jordan*     | 1987. 03. 04. | 14           | 10           | 7            | 26           | Chicago Bulls          | Detroit Pistons        | 125–120  | 43 | 22 | 39  | 0  | 0   | 17 | 18  | [ z ]  | [ 25 ] [ 26 ] [ 27 ]               |
| 46    | 61     | Michael Jordan*     | 1987. 04. 16. | 15           | 17           | 16           | 13           | Chicago Bulls          | Atlanta Hawks          | 114–117  | 41 | 22 | 38  | 0  | 3   | 17 | 21  | [ aa ] | [ 28 ] [ 29 ] [ 30 ] [ 31 ] [ 32 ] |
| 46    | 61     | Karl Malone*        | 1990. 01. 27. | 17           | 13           | 20           | 11           | Utah Jazz              | Milwaukee Bucks        | 144–96   | 33 | 21 | 26  | 0  | 0   | 19 | 23  |        | [ 33 ]                             |
| 46    | 61     | Shaquille O’Neal*   | 2000. 03. 06. | 10           | 16           | 16           | 19           | Los Angeles Lakers     | Los Angeles Clippers   | 123–103  | 45 | 24 | 35  | 0  | 0   | 13 | 22  | [ ab ] | [ 34 ]                             |
| 46    | 61     | Kobe Bryant*        | 2009. 02. 02. | 18           | 16           | 12           | 15           | Los Angeles Lakers     | New York Knicks        | 126–117  | 37 | 19 | 31  | 3  | 6   | 20 | 20  |        | [ 35 ]                             |
| 46    | 61     | LeBron James^       | 2014. 03. 03. | 11           | 13           | 25           | 12           | Miami Heat             | Charlotte Bobcats      | 124–107  | 41 | 22 | 33  | 8  | 10  | 9  | 12  | [ ac ] | [ 36 ] [ 37 ]                      |
| 46    | 61     | James Harden^       | 2019. 01. 23. | 19           | 17           | 13           | 12           | Houston Rockets        | New York Knicks        | 114–110  | 40 | 17 | 38  | 5  | 20  | 22 | 25  |        |                                    |
| 46    | 61     | James Harden^       | 2019. 03. 22. | 27           | 10           | 9            | 15           | Houston Rockets        | San Antonio Spurs      | 111–105  | 37 | 19 | 34  | 9  | 13  | 14 | 17  |        |                                    |
| 46    | 61     | Damian Lillard^     | 2020. 01. 20. | 7            | 14           | 21           | 12           | Portland Trail Blazers | Golden State Warriors  | 129–124  | 45 | 17 | 37  | 11 | 20  | 16 | 16  |        |                                    |
| 46    | 61     | Damian Lillard^     | 2020. 08. 11. | 12           | 13           | 14           | 22           | Portland Trail Blazers | Dallas Mavericks       | 134–131  | 41 | 17 | 32  | 9  | 17  | 18 | 18  |        |                                    |
| 64    | 60     | Wilt Chamberlain*   | 1961. 12. 01. | —            | —            | —            | —            | Philadelphia Warriors  | Los Angeles Lakers     | 138–117  | 48 | 22 | 47  | —  | —   | 16 | 26  |        | [ 5 ]                              |
| 64    | 60     | Wilt Chamberlain*   | 1961. 12. 29. | —            | —            | —            | —            | Philadelphia Warriors  | Los Angeles Lakers     | 123–118  | 48 | 24 | 43  | —  | —   | 12 | 19  | [ ad ] | [ 5 ]                              |
| 64    | 60     | Wilt Chamberlain*   | 1969. 01. 26. | 18           | 9            | 10           | 23           | Los Angeles Lakers     | Cincinnati Royals      | 126–113  | —  | 22 | 36  | —  | —   | 16 | 24  | [ ae ] |                                    |
| 64    | 60     | Bernard King*       | 1984. 12. 25. | 21           | 19           | 11           | 9            | New York Knicks        | New Jersey Nets        | 114–120  | 41 | 19 | 30  | 0  | 0   | 22 | 26  |        | [ 38 ]                             |
| 64    | 60     | Larry Bird*         | 1985. 03. 12. | 12           | 11           | 19           | 18           | Boston Celtics         | Atlanta Hawks          | 126–115  | 43 | 22 | 36  | 1  | 4   | 15 | 16  | [ af ] | [ 39 ]                             |
| 64    | 60     | Tom Chambers        | 1990. 03. 24. | 14           | 21           | 14           | 11           | Phoenix Suns           | Seattle SuperSonics    | 121–95   | 42 | 22 | 32  | 0  | 0   | 16 | 18  |        | [ 40 ] [ 41 ] [ 42 ] [ 43 ]        |
| 64    | 60     | Allen Iverson*      | 2005. 02. 12. | 17           | 12           | 11           | 20           | Philadelphia 76ers     | Orlando Magic          | 112–99   | 42 | 17 | 36  | 2  | 5   | 24 | 27  |        | [ 44 ] [ 45 ]                      |
| 64    | 60     | Gilbert Arenas      | 2006. 12. 17. | 12           | 5            | 12           | 15           | Washington Wizards     | Los Angeles Lakers     | 147–141  | 49 | 17 | 32  | 5  | 12  | 21 | 27  | [ ag ] | [ 46 ]                             |
| 64    | 60     | Kobe Bryant*        | 2007. 03. 22. | 13           | 11           | 19           | 17           | Los Angeles Lakers     | Memphis Grizzlies      | 121–119  | 45 | 20 | 37  | 3  | 7   | 17 | 18  | [ ah ] | [ 47 ]                             |
| 64    | 60     | Kobe Bryant*        | 2016. 04. 13. | 15           | 7            | 15           | 23           | Los Angeles Lakers     | Utah Jazz              | 101–96   | 42 | 22 | 50  | 6  | 21  | 10 | 12  | [ ai ] | [ 48 ] [ 49 ]                      |
| 64    | 60     | Klay Thompson^      | 2016. 12. 05. | 17           | 23           | 20           | DNP          | Golden State Warriors  | Indiana Pacers         | 142–106  | 29 | 21 | 33  | 8  | 14  | 10 | 11  | [ aj ] | [ 50 ]                             |
| 64    | 60     | James Harden^       | 2018. 01. 30. | 16           | 13           | 13           | 18           | Houston Rockets        | Orlando Magic          | 114–107  | 46 | 19 | 30  | 5  | 14  | 17 | 18  | [ ak ] | [ 51 ]                             |
| 64    | 60     | Kemba Walker^       | 2018. 11. 17. | 12           | 11           | 16           | 19           | Charlotte Hornets      | Philadelphia 76ers     | 119–122  | 45 | 21 | 34  | 6  | 14  | 12 | 12  | [ al ] | [ 52 ]                             |
| 64    | 60     | Damian Lillard^     | 2019. 11. 08. | 11           | 15           | 18           | 16           | Portland Trail Blazers | Brooklyn Nets          | 115–119  | 40 | 19 | 33  | 7  | 16  | 15 | 15  |        | [ 53 ]                             |
| 64    | 60     | James Harden^       | 2019. 11. 30. | 13           | 18           | 29           | DNP          | Houston Rockets        | Atlanta Hawks          | 158–111  | 31 | 16 | 24  | 8  | 14  | 20 | 23  | [ am ] | [ 54 ]                             |
| 64    | 60     | Bradley Beal^       | 2021. 01. 06. | 13           | 19           | 25           | 3            | Washington Wizards     | Philadelphia 76ers     | 136–141  | 38 | 20 | 35  | 7  | 10  | 13 | 15  |        | [ 55 ]                             |
| 64    | 60     | Jayson Tatum^       | 2021. 04. 30. | 14           | 10           | 5            | 21           | Boston Celtics         | San Antonio Spurs      | 143–140  | 45 | 20 | 37  | 5  | 7   | 15 | 17  | [ an ] | [ 56 ]                             |
| 64    | 60     | Karl-Anthony Towns^ | 2022. 03. 14. | 14           | 10           | 32           | 4            | Minnesota Timberwolves | San Antonio Spurs      | 146–136  | 36 | 19 | 31  | 7  | 11  | 15 | 16  |        | [ 57 ]                             |
| 64    | 60     | Kyrie Irving^       | 2022. 03. 15. | 16           | 25           | 10           | 9            | Brooklyn Nets          | Orlando Magic          | 150–108  | 35 | 20 | 31  | 8  | 12  | 12 | 13  |        | [ 58 ]                             |
| 64    | 60     | Luka Dončić^        | 2022. 12. 27. | 16           | 6            | 13           | 18           | Dallas Mavericks       | New York Knicks        | 126–121  | 47 | 21 | 31  | 2  | 6   | 16 | 22  | [ ao ] | [ 59 ]                             |
| 64    | 60     | Damian Lillard^     | 2023. 01. 25. | 9            | 17           | 24           | 10           | Portland Trail Blazers | Utah Jazz              | 134–124  | 40 | 21 | 29  | 9  | 15  | 9  | 10  |        | [ 60 ]                             |